# 上野良治
上野 良治（うえの よしはる、1973年4月21日 - ）は、埼玉県浦和市（現：さいたま市浦和区）出身の元プロサッカー選手。現役時代のポジションはミッドフィールダー（ボランチ、トップ下）。元日本代表。

## 経歴
浦和市立大原中学校3年時に全国中学校サッカー大会優勝。高校は強豪武南高等学校へ進学。1年時から背番号10番を付けてレギュラーとなり1989年度の全国高校サッカー選手権で準優勝し、1990年度にベスト4、1991年度にベスト8進出に貢献した。武南高校時代は攻撃的MF（ゲームメーカー）としてプレー、1990年には日本ユース代表、1991年には高校3年生でバルセロナ五輪予選代表に選出された。
高校卒業後、1992年に早稲田大学に進学し、同年の全日本大学選手権で準優勝に貢献するが、その後は出場機会を失い、翌1994年に早大ア式蹴球部を退部。大学を休学 して横浜マリノスへ入団、初年度は15試合1得点を記録した。また、アトランタ五輪代表候補にも選出され 同学年の小倉隆史、前園真聖らと共に中心選手として期待されたが、同年の天皇杯で大怪我を負った影響で選考から外れ、1995年以降、マリノスでも出場機会を失っていった。
1997年に監督に就任したハビエル・アスカルゴルタによって攻撃的MFからボランチへコンバートされた。また1999年から2000年には主将も務め、同クラブの中心選手として、多くのタイトル獲得に貢献した。
2000年には日本代表に選出され、6月6日にモロッコで行われたハッサン2世杯のジャマイカ戦で代表デビューを飾ったが、これが最後の代表参加となった。2002年にもジーコ監督の下で、一度だけ招集はされているが、出場機会はなかった。
2007年12月1日、クラブより来季の契約を更新しない事が発表された。2008年の試合ではマリノスのマッチデープログラムの中で「引退した」と明記されているが、上野自身が引退を正式に表明してはいない。
2020年5月26日、横浜F・マリノス公式Youtubeチャンネル内トーク番組 「俺らの勇蔵！の部屋」にて、栗原勇蔵も引退後の行方を知らないと発言している。

## 人物
人柄としては、多くを語らない寡黙な人物で、松田直樹によれば、マリノスが残留争いに巻き込まれていた2001年、選手同士の本音をぶつけ合うべく選手間ミーティングを開催したが、上野が挙手する際にはミーティング室がどよめきに包まれたという(『闘争人』P130より)。同様に坂田大輔もインタビューで「試合でミスしたときに上野さんは必ずこっちを見る。何も喋らないが、無言の圧力が怖かった」という(週刊サッカーダイジェスト2009年1月20日号)。

## 所属クラブ
- 上木崎サッカー少年団
- 浦和市立大原中学校（現、さいたま市立大原中学校）
- 武南高等学校
- 早稲田大学（中退）
- 1994年 - 2007年 横浜マリノス/横浜F・マリノス

## 個人成績
| 国内大会個人成績 | 国内大会個人成績 | 国内大会個人成績 | 国内大会個人成績 | 国内大会個人成績 | 国内大会個人成績 | 国内大会個人成績 | 国内大会個人成績 | 国内大会個人成績 | 国内大会個人成績 | 国内大会個人成績 | 国内大会個人成績 |
| 年度             | クラブ           | 背番号           | リーグ           | リーグ戦         | リーグ戦         | リーグ杯         | リーグ杯         | オープン杯       | オープン杯       | 期間通算         | 期間通算         |
| 年度             | クラブ           | 背番号           | リーグ           | 出場             | 得点             | 出場             | 得点             | 出場             | 得点             | 出場             | 得点             |
| 日本             | 日本             | 日本             | 日本             | リーグ戦         | リーグ戦         | リーグ杯         | リーグ杯         | 天皇杯           | 天皇杯           | 期間通算         | 期間通算         |
| ---------------- | ---------------- | ---------------- | ---------------- | ---------------- | ---------------- | ---------------- | ---------------- | ---------------- | ---------------- | ---------------- | ---------------- |
| 1994             | 横浜M            | -                | J                | 15               | 1                | 0                | 0                | 3                | 0                | 18               | 1                |
| 1995             | 横浜M            | -                | J                | 5                | 2                | -                | -                | 2                | 0                | 7                | 2                |
| 1996             | 横浜M            | -                | J                | 16               | 0                | 6                | 0                | 1                | 0                | 23               | 0                |
| 1997             | 横浜M            | 6                | J                | 30               | 2                | 5                | 1                | 2                | 0                | 37               | 3                |
| 1998             | 横浜M            | 6                | J                | 32               | 3                | 4                | 0                | 1                | 0                | 37               | 3                |
| 1999             | 横浜FM           | 6                | J1               | 28               | 3                | 5                | 1                | 3                | 0                | 36               | 4                |
| 2000             | 横浜FM           | 6                | J1               | 23               | 1                | 6                | 1                | 3                | 0                | 32               | 2                |
| 2001             | 横浜FM           | 6                | J1               | 25               | 4                | 6                | 1                | 1                | 0                | 32               | 5                |
| 2002             | 横浜FM           | 6                | J1               | 30               | 2                | 6                | 0                | 2                | 0                | 38               | 2                |
| 2003             | 横浜FM           | 6                | J1               | 4                | 0                | 2                | 0                | 3                | 0                | 9                | 0                |
| 2004             | 横浜FM           | 6                | J1               | 22               | 3                | 6                | 0                | 0                | 0                | 28               | 3                |
| 2005             | 横浜FM           | 6                | J1               | 26               | 2                | 3                | 0                | 2                | 0                | 31               | 2                |
| 2006             | 横浜FM           | 6                | J1               | 25               | 0                | 8                | 1                | 0                | 0                | 33               | 1                |
| 2007             | 横浜FM           | 6                | J1               | 6                | 1                | 3                | 0                | 0                | 0                | 9                | 1                |
| 通算             | 日本             | 日本             | J1               | 287              | 24               | 60               | 5                | 23               | 0                | 370              | 29               |
| 総通算           | 総通算           | 総通算           | 総通算           | 287              | 24               | 60               | 5                | 23               | 0                | 370              | 29               |

その他の公式戦
- 1996年
  - サンワバンクカップ 1試合0得点
  - スーパーカップ 1試合0得点
- 2000年
  - Jリーグチャンピオンシップ 2試合0得点
- 2004年
  - Jリーグチャンピオンシップ 2試合0得点
- 2005年
  - スーパーカップ 1試合0得点

| 国際大会個人成績 | 国際大会個人成績 | 国際大会個人成績 | 国際大会個人成績 | 国際大会個人成績 |
| 年度             | クラブ           | 背番号           | 出場             | 得点             |
| AFC              | AFC              | AFC              | ACL              | ACL              |
| ---------------- | ---------------- | ---------------- | ---------------- | ---------------- |
| 2004             | 横浜FM           | 6                | 3                | 0                |
| 2005             | 横浜FM           | 6                | 3                | 1                |
| 通算             | AFC              | AFC              | 6                | 1                |

その他の国際公式戦
- 2004年
  - A3チャンピオンズカップ 3試合0得点
- 2005年
  - A3チャンピオンズカップ 2試合1得点

- 初出場 - 1994年4月27日 ベルマーレ平塚戦
- 初得点 - 1994年9月21日 ベルマーレ平塚戦

## 代表歴

### 試合数
- 国際Aマッチ 1試合 0得点(2000年 - 2002年)[1]

| 日本代表 | 国際Aマッチ | 国際Aマッチ |
| 年       | 出場        | 得点        |
| -------- | ----------- | ----------- |
| 2000     | 1           | 0           |
| 2002     | 0           | 0           |
| 通算     | 1           | 0           |

### 出場
| No. | 開催日         | 開催都市     | スタジアム | 対戦相手   | 結果 | 監督                 | 大会          |
| --- | -------------- | ------------ | ---------- | ---------- | ---- | -------------------- | ------------- |
| 1.  | 2000年06月06日 | カサブランカ |            | ジャマイカ | ○4-0 | フィリップ・トルシエ | ハッサン2世杯 |